# Hightstown
Hightstown es un borough ubicado en el condado de Mercer en el estado estadounidense de Nueva Jersey. En el año 2010 tenía una población de 5.494 habitantes y una densidad poblacional de 1.716,88 personas por km².

## Geografía
Hightstown se encuentra ubicado en las coordenadas 40°16′4″N 74°31′31″O / 40.26778, -74.52528.

## Demografía
Según la Oficina del Censo en 2000 los ingresos medios por hogar en la localidad eran de $64,299 y los ingresos medios por familia eran $72,092. Los hombres tenían unos ingresos medios de $46,375 frente a los $35,428 para las mujeres. La renta per cápita para la localidad era de $28,605. Alrededor del 7.3% de la población estaba por debajo del umbral de pobreza.